# Stavkirke d'Øye

La stavkirke d’Øye (en norvégien : Øye stavkyrkje) est une stavkirke (« église en bois debout ») à triple nef érigée à Øye (aujourd'hui dans la commune de Vang - Comté d'Oppland) au cours de la seconde moitié du XIIe siècle, à proximité du Vangsmjøse. Elle est abandonnée à une date inconnue en raison de fréquentes inondations et reconstruite à un autre endroit. Vers 1935, des matériaux ayant servi à sa construction sont retrouvés à l'occasion de travaux de rénovation. Ils sont utilisés pour reconstruire la stavkirke, achevée en 1965.